# Spread spectrum
Spread spectrum is een vorm van draadloze communicatie, waarbij de energie van het uitgezonden signaal met opzet verspreid wordt over een bepaald frequentiedomein. Dergelijke verspreide signalen hebben een veel grotere bandbreedte dan de informatie die ze bevatten, waardoor er een ruisachtig signaal ontstaat, dat moeilijk is te detecteren of te onderscheppen. Het is verder ook heel moeilijk om een spread spectrum signaal met een ander signaal te storen. Door deze eigenschappen is spread spectrum ideaal voor militaire toepassingen en andere omgevingen waar een grote betrouwbaarheid van het signaal gewenst is.

## Geschiedenis
De eerste vonkzenders zoals gebruikt in telegraafsystemen gebruikten eigenlijk al spread spectrum, gezien dat de bandbreedte van het uitgezonden signaal veel groter was dan die van de informatie die het signaal bevatte.
Het concept van frequentieverspringing werd voor het eerst door Nikola Tesla in 1900 onderzocht. Hij zocht naar manieren om signalen te sturen naar een radiografisch bestuurbare onderzeeboot. Deze signalen moesten tegen onderscheppen en storing bestand zijn. Zijn twee patenten die in juli 1903 zijn ingediend, beschrijven twee verschillende systemen van draadloze communicatie, die hieraan voldoen. Dit werd bereikt door de frequentie van de draaggolf of een andere eigenschap van het signaal te laten variëren.
Het Amerikaanse leger werkte tijdens de Tweede Wereldoorlog aan een geheim communicatiesysteem met behulp van spread spectrum genaamd SIGSALY. Het  systeem is lang geheim gehouden.
De bekendste ontwikkelingen op gebied van frequentieverspringing zijn die van actrice Hedy Lamarr en componist George Antheil. Ze ontwikkelden een systeem waarbij een pianorol werd gebruikt om een signaal over 88 frequenties te laten verspringen. Dit systeem was bedoeld om de besturing van radio gestuurde torpedo's tegen stoorzenders bestand te maken. Het patent op dit systeem werd in 1942 verleend, maar de details van het systeem werden door het Amerikaanse leger strikt geheimgehouden. Hierdoor was commercieel gebruik onmogelijk totdat het patent was verlopen.
Het grootste deel van het werk op het gebied van spread spectrum in de jaren 50, 60 en 70 was geheim. De eerste commerciële toepassing van spread spectrum kwam pas in de jaren 1980 toen Equatorial Communications System's het in de VSAT gebruikte voor satellietcommunicatie. De populariteit van spread spectrum steeg enorm in 1985, toen in Amerika de FCC de ISM-banden vrij maakte voor radiocommunicatie zonder zendvergunning.

## Werking
Spread spectrum gebruikt breedbandige, ruisachtige signalen. Om de te verzenden informatie te verspreiden over een breed spectrum, wordt gebruikgemaakt van zogenaamde spreading-codes. Dit zijn codes, die er veel op lijken, dat ze willekeurig zijn, maar toch moet de gebruikte code zowel bij de zender als bij de ontvanger bekend zijn.
Het is mogelijk om een aantal spread spectrum communicaties in hetzelfde frequentiebereik te voeren. Zolang ze maar een verschillende spreading code gebruiken zullen ze elkaar niet storen. Spread spectrum bestaat in twee vormen: Direct Sequence of Frequency Hopping, maar het is ook mogelijk deze twee te combineren.

## Frequency hopping spread spectrum FHSS
Bij FHSS springt het informatiesignaal eenvoudigweg over een brede band van de ene frequentie naar de andere. De volgorde waarin het signaal verspringt wordt bepaald door een spreading-code en de snelheid waarmee dit gebeurt wordt door de snelheid bepaald van het informatiesignaal. De tijd dat het systeem op een bepaalde frequentie blijft wordt de dwell time genoemd en is gewoonlijk minder dan 10 ms.
Het is moeilijker een spread systeem goed te laten werken dan een gewone communicatie, gebaseerd op frequentiemodulatie, amplitudemodulatie of   enkelzijbandmodulatie SSB, omdat het signaal tegelijk bij de ontvanger en de zender moet worden gesynchroniseerd. De ontvanger moet op ieder moment weten op welke frequentie het signaal zich bevindt, omdat de zender constant van frequentie wijzigt. Dit wordt afgehandeld door het synchronisatiesysteem in de ontvanger. Hierdoor is een frequency hopping signaal ook niet te onderscheppen door conventionele ontvangers. Indien er zich op een van de gekozen frequenties een stoorzender bevindt, is dit niet zo erg aangezien het signaal maar een fractie van de tijd op deze frequentie aanwezig is, dus er maar weinig informatie verloren gaat.

## Direct-sequence spread spectrum DSSS
DSSS wordt vaak gebruikt in digitale transmissies. De informatie wordt in bits verzonden, maar de spreading-code werkt met een hogere frequentie. De bits in het uitgezonden signaal worden chips genoemd. De informatie bits worden met het signaal van de spreading-code gemoduleerd en zo ontstaat voor iedere bit informatie een serie chips, die deze informatie bit bevatten.
Aan de ontvangerzijde worden alle chips ontvangen en aangezien de ontvanger weet welke spreading-code is gebruikt, weet de ontvanger welke informatiebit in welke serie chips zit en kan de informatie uit de chips worden gedemoduleerd. Als er tijdens de transmissie hier en daar een chip verloren zou gaan door ruis of andere invloeden is dit niet zo erg omdat dezelfde informatie ook nog in andere chips vervat zit.

## Chirp spread spectrum CSS
Bij digitale communicatie is chirp spread spectrum CSS een spread spectrum techniek, die breedbandig lineair frequentiegemoduleerde chirp pulsen gebruikt om informatie te coderen. Een chirp is een sinusvormig signaal waarvan de frequentie met de tijd toeneemt of afneemt. Er wordt vaak een polynomiale uitdrukking voor het verband tussen tijd en frequentie gebruikt.

## Voor- en nadelen
De voordelen van spread spectrum communicatie zijn:
- Goed bestand tegen storing
- Niet te onderscheppen door andere partijen
- Verschillende transmissies in hetzelfde frequentiegebied mogelijk

Het grote nadeel van spread spectrum is vooral de complexiteit van het systeem waardoor de zenders en ontvangers duurder zijn dan die meestal bij draadloze communicatie gebruikt.

## Toepassingen
Enkele voorbeelden van toepassingen zijn:
- navigatie: gps, Glonass en Galileo
- De 802.11- en 802.11b-standaarden voor draadloze netwerken
- ZigBee
- Bluetooth
- LoRaWAN